# Castilleja rhizomata
Castilleja rhizomata är en snyltrotsväxtart som beskrevs av Noel Herman Holmgren. Castilleja rhizomata ingår i släktet målarborstar, och familjen snyltrotsväxter. Inga underarter finns listade i Catalogue of Life.